# 신계석
신계석(1960년 9월 5일 ~)은 MBC 청룡에서 뛰었던 전 야구 선수다. 1983년 MBC에 입단하고 그 해 6월 25일 삼미 슈퍼스타즈와의 경기에 선발 투수로 나와 2이닝 3실점 2자책을 기록하고 은퇴했다. KBO 리그 사상 최초의 통산 1경기 등판 투수다.

## 출신 학교
- 경기고등학교
- 경희대학교

## 같이 보기
- MBC 청룡 연도별 선수 명단